# شهرستان کافی (تنسی)
شهرستان کافی، تنسی (به انگلیسی: Coffee County, Tennessee) یک سکونتگاه مسکونی در ایالات متحده آمریکا است که در تنسی واقع شده‌است.

## خصوصیات
شهرستان کافی ۱٬۱۲۵ کیلومترمربع مساحت دارد.